# Spinto
Spinto è un termine usato per caratterizzare una voce di soprano o tenore, tra il lirico e il drammatico, in grado di gestire grandi climax musicali nell'opera a intervalli moderati. A volte i termini lirico-spinto o jugendlich-dramatisch sono usati per indicare questa categoria di voce.

## Descrizione
Il tipo di voce spinto è riconoscibile per la sua "fetta" tonale o squillo. Ciò consente al cantante di sfondare il muro del suono prodotto da un'intera orchestra romantica in un'ampia varietà di ruoli, escludendo solo quelli più impegnativi scritti da artisti come Richard Wagner (nei ruoli di Brunilde, Isotta, Tristano e Sigfrido), Giacomo Meyerbeer (Giovanni di Leyda), Verdi (Otello), Puccini (Turandot e Calaf) e Richard Strauss (Elektra).
- Soprano spinto: è un soprano fondamentalmente lirico con una discreta quantità di "polpa" extra nel suo tono e una spinta distinta nel suo attacco vocale. Poiché possiedono sia una qualità lirica che drammatica, i soprani spinti sono adatti per un ampio spettro di ruoli, che vanno da parti liriche autentiche come Micaela in Carmen e Mimì in La bohème fino a eroine verdiane istrionicamente esigenti come Leonora (ne Il trovatore e La forza del destino) e Aida, per non parlare della Madama Butterly e di Tosca di Puccini. Anche ruoli wagneriani più leggeri come Elsa in Lohengrin o Elisabeth in Tannhäuser rientrano nel loro repertorio. Elisabeth Rethberg è un famoso esempio di soprano che ha cantato esattamente questo tipo di repertorio misto italiano e tedesco.
- Tenore spinto : è il tenore equivalente di quanto scritto sopra. Può cantare in modo convincente ruoli lirici come Rodolfo ne La bohème, il Duca di Mantova in Rigoletto e Alfredo ne La traviata, ma eccelle ancora in parti pesanti come Cavaradossi in Tosca, Don Jose in Carmen e Radames in Aida. Canio, in Pagliacci, e Lohengrin sono altri esempi ben noti di ruoli da tenore spinto.